# Phalangopsinae
Sous-famille
Les Phalangopsinae sont une sous-famille d'insectes orthoptères de la famille des Gryllidae.
Elle forme un groupe avec les Cachoplistinae Saussure 1877, les Luzarinae Hebard 1928, les Paragryllinae Desutter-Grandcolas, 1988 et les Phaloriinae Gorochov 1985.

## Liste des genres
Selon Orthoptera Species File (27 mars 2010) :
- Cophusini Ruíz-Baliú & D. Otte 1997
  - Cophus Saussure, 1874
  - Cubacophus Ruíz-Baliú & Otte, 1997
- Heterogryllini Hebard 1928
  - Arachnomimus Saussure, 1897
  - Aspidogryllus Chopard, 1933
  - Hemicophus Saussure, 1878
  - Heterogryllus Saussure, 1874
  - Hirpinus Stål, 1855
  - Howeta Otte & Rentz, 1985
  - Laranda Walker, 1869
  - Luzonogryllus Yamasaki, 1978
  - Phaeogryllus Bolívar, 1912
  - Phalangacris Bolívar, 1895
  - Phalangopsina Chopard, 1933
  - Seychellesia Bolívar, 1912
- Phalangopsini Blanchard 1845
  - Brevizacla Gorochov, 2003
  - Longizacla Gorochov, 2003
  - Mikluchomaklaia Gorochov, 1986
  - Parendacustes Chopard, 1924
  - Phalangopsis Serville, 1831
  - Philippopsis Desutter-Grandcolas, 1992
  - Uvaroviella Chopard, 1923
- Strogulomorphini Desutter-Grandcolas 1987
  - Eugryllina Hebard, 1928
  - Loretana Desutter-Grandcolas, 1991
  - Nigrothema Desutter-Grandcolas, 1991
  - Strogulomorpha Desutter-Grandcolas, 1988
  - Unithema Desutter-Grandcolas, 1991
- tribu indéterminée
  - Adelosgryllus Mesa & Zefa, 2004
  - Anophtalmotes Desutter-Grandcolas, 1995
  - Dambachia Nischk & Otte, 2000
  - Ecuazarida Nischk & Otte, 2000
  - Escondacla Nischk & Otte, 2000
  - Kempiola Uvarov, 1940
  - Protathra Desutter-Grandcolas, 1997
  - Selvacla Otte, 2006
  - Yoyuteris Ruíz-Baliú & Otte, 1997
  - Zacla Gorochov, 2003

## Référence
- Blanchard, 1845 : Histoire des Insectes, leurs mœurs, leurs métamorphoses et leur classification ou traité élémentaire d'entomologie. Paris, Vol. 2, p. 1-524.